# Alcaloidi armalinici
Gli alcaloidi armalinici sono un gruppo di alcaloidi di origine vegetale.

Armina

Armalina

Tetraidroarmina

Hanno la capacità di inibire la monoamino ossidasi e sono antagonisti serotoninergici.
Possiedono modesta attività allucinogena e analgesica, e sono spesso utilizzati come potenzianti l'attività di altre sostanze psicotrope.
Gli alcaloidi armalinici possiedono in comune un nucleo carbolinico.
L'armina, l'armalina, la tetraidroarmina sono tutti alcaloidi armalinici e fanno parte della classe degli alcaloidi indolici estratti dalle piante Peganum harmala, Banisteriopsis caapi e altre (Nicotiana sp.,Tribulus sp., Passiflora sp.).